# Naevochromis chrysogaster
Naevochromis chrysogaster е вид лъчеперка от семейство Цихлиди (Cichlidae), единствен представител на род Naevochromis.

## Разпространение
Видът е разпространен в Малави, Мозамбик и Танзания.